# Crypt of Civilization
The Crypt of Civilization (Krypta der Zivilisation) ist ein spezieller, luftdichter Raum an der Oglethorpe University in Atlanta, Georgia. Sie enthält Gegenstände aus der ersten Hälfte des 20. Jahrhunderts, die für die Zivilisation des Jahres 8113, dem geplanten Öffnungsdatum, konserviert werden. Die 1990er Version des Guinness-Buch der Rekorde bezeichnet die Krypta als ersten erfolgreichen Versuch, eine Aufzeichnung dieser Kultur für alle zukünftigen Einwohner oder Besucher des Planeten Erde zu vergraben.

## Anfänge
Thornwell Jacobs (1877–1956), der auch der „Vater der modernen Zeitkapsel“ genannt wird, ist der erste Mensch, der die Idee hatte, bewusst Artefakte für die Nachwelt zu konservieren, indem man sie in versiegelte Behälter verstaut. Inspiriert wurde er zur Idee durch die Öffnungen der ägyptischen Pyramiden und Gräber in den 1920er Jahren, außerdem war er erstaunt über die Knappheit der historischen Informationen über diese alten Zivilisationen.
Jacobs wollte eine „kontinuierliche Geschichte“ der Sitten und Gebräuche der Menschheit bis zur Pop-Kultur der 1930er-Jahre schaffen. Er wollte viel vom angesammelten Wissen der Menschheit bis zu den modernen Zeiten lebendig halten, anstatt viel von ihm zu verlieren, wie es mit den alten Zivilisationen geschah. Dieser Einfall kam ihm 1936 genau 6177 Jahre nach der Erfindung des ägyptischen Kalenders im Jahr 4241 v. Chr.
Daher schlug er dann das Datum 8113 für die Öffnung der Krypta vor, das auf dieser Zahl basierte. Die meisten Historiker stimmten darin überein, dass mit der Einrichtung des ägyptischen Kalenders im Jahr 4241 v. Chr. das erste belegte Datum in der Geschichte auftrat. Jacobs wollte den Historikern der fernen Zukunft mit der Crypt eine freie Abbildung des Mittelpunkts der Menschheitsgeschichte liefern.
Jacobs Idee von der Crypt of Civilization faszinierte Amerika und wurde durch andere kopiert. Mitte der 1930er Jahre wurde George Edward Pendray, ein PR-Manager der Westinghouse Electrical Company, von dessen Präsidenten beauftragt, zur New Yorker Weltausstellung 1939 ein Promotion Event zu organisieren. Pendray, der auch ein Bewunderer der Raketentechnik war, hatte die Idee, im Boden ein tiefes Loch zu graben und eine „Zeitkapsel“ zu versenken, die die Form einer Rakete haben sollte. Der Behälter wurde aus einer speziellen Metall-Legierung namens Cupal hergestellt. Die Westinghouse-Zeitkapsel war ein 2 Meter langer raketenförmiger Zylinder, innerhalb dessen ein innerer Zylinder aus Plexiglas war. Pendrays Projekt wurde ursprünglich eine „Zeitbombe“ genannt, aber später in Zeitkapsel umbenannt.

## Aufbau
Die Vorbereitungen und der Bau der Krypta begannen 1937. Die Krypta liegt im Keller der Oglethorpe Universität und ist das ehemalige Schwimmbad der Universität. Die Tür des 6 × 3 m messenden, wasserdichten Raumes ist aus Edelstahl. Der Fußboden wurde mit Beton angehoben und mit einer Feuchtigkeitssperre versehen. Das National Bureau of Standards in Washington, D.C. beriet den Bau. Es empfahl die Lagerung in verschlossenen Behältern aus Edelstahl und Glas. Die Behälter wurden mit dem Inertgas Stickstoff gefüllt, das Gas soll die Oxidation verringern. Auf der Tür ist eine Gedenktafel angebracht, aus Edelstahl wie auch die Tür.
Der Bau der Krypta wurde von dem Erfinder und Fotografen Thomas Kimmwood Peters überwacht, der auch zum Archivar der Krypta ernannt wurde. Die Krypta wurde im Jahr 1940 versiegelt.

## Inhalt
Die Krypta ist gefüllt mit Dingen der westlichen Kultur wie Brillen, Toaster, Nähmaschinen und Bierdosen. Sie enthält 640.000 Seiten auf Mikrofilm übertragenes Material, Hunderte Wochenschauen und Aufnahmen, einen Satz Lincoln Logs, eine Donald-Duck-Puppe und Tausende anderer Einzelteile, viele aus dem gewöhnlichen Alltagsleben. Es gibt auch einen Führer zur englischen Sprache. Diese Sachen sollen helfen, zukünftigen Zivilisationen etwas über die Vergangenheit zu vermitteln.

## Nach dem Versiegeln
Seit der Versiegelung im Jahr 1940 kontrollieren nationale Medienorganisationen die Krypta alle zehn Jahre. 1970 wurde es allerdings fast vergessen. 1990, am 50. Jahrestag der Versiegelung der Krypta der Zivilisation, wurde an der Oglethorpe Universität die Internationale Zeitkapselgesellschaft gegründet. Sie dokumentiert die Vielzahl der weltweiten Zeitkapseln.

## Trivia
Die Zukunft der Krypta nach einem fiktiven Verschwinden der Menschheit wird in Folge 3 der 2. Staffel der Dokufiktion-Serie Zukunft ohne Menschen („Die Wiege der Zivilisation“, USA 2010) behandelt.